# Cometas por el cielo (álbum)
Cometas por el cielo es el sexto álbum de estudio del grupo musical español La Oreja de Van Gogh que salió a la venta el 13 de septiembre de 2011 bajo el sello discográfico de Sony Music.

## Antecedentes
Es el segundo álbum de LOVG (después de Dile al sol) que no es producido por Nigel Walker (Dile al sol, por Alejo Stivel y Cometas por el cielo, por Simon Nordberg), y que contiene una canción homónima. Diversos comentarios ofrecidos por la banda donostiarra mediante su cuenta oficial de Twitter ofrecieron información parcial sobre el disco. Comentaron que Alemania tendría que ver con algo en el disco y efectivamente el tema «Día cero» menciona a su capital Berlín en su verso inicial. También es el segundo álbum de Leire Martínez.
Por otro lado, en el epígrafe de una de las fotografías publicadas en Yfrog y enlazadas en Twitter, mostraron que parte de la grabación se estaba llevando a cabo en el exterior del estudio, al aire libre. Efectivamente, el final de «Cometas por el cielo», canción que da nombre al álbum, está tomado en ese entorno (por lo que la ganancia o volumen del audio es notoriamente inferior a la del resto de la canción).
Publicaron en Facebook una foto en la que Haritz tocaba la batería de una de las canciones con cables por orden del productor. Finalmente, en "Un minuto más", las percusiones están tocadas con cables. En la twitcam del 28 de agosto (a través de Livestream, en Twitter), se comentó, entre otras cosas, que una canción tenía como tema la homosexualidad. Resultaron ser dos, en realidad. Según aclararon en la twitcam del 18 de septiembre, ya publicado el disco, "canciones como «Cometas por el cielo», por ejemplo, hablan de la homosexualidad" (Leire), "de dos chicas, en este caso" (Xabi). Y respecto a Esta vez no digas nada, "habla también [...] de alguien... También es una relación [...] homosexual, lo que pasa también es que es amplio; habla de una relación homosexual y le pide al compañero/compañera, el que es más echado para adelante, pues que acabe con sus prejuicios y sus miedos y que se suelte, se deje llevar" (Xabi).

## Recepción
Una semana después de su estreno, el álbum entró directo al número uno en la lista de ventas oficial de Promusicae, en el cual se mantuvo por dos semanas consecutivas. El disco ha sido el 20º disco más vendido del 2011 en España. El 25 de enero de 2012 se les certificó el disco de platino por 60.000 copias distribuidas.
'Cometas por el cielo' fue nominado en los Premios 40 Principales 2011 como mejor álbum español y en el programa 'El disco del año 2011' en TVE, no obtuvieron ninguno de los dos premios pero fue el disco más votado de la web de 'El disco del año'. 

## Promoción
El primer sencillo fue «La niña que llora en tus fiestas». Con el lanzamiento de «Cometas por el cielo» como segundo sencillo, Carlos Jean hizo un remix de la canción, que fue lanzado junto a otros 6 remixes en un pack lanzado exclusivamente de forma digital. «Día cero» fue la canción elegida como tercer sencillo y como sintonía oficial de La Vuelta 2012.[cita requerida]
Durante el mes de febrero, se grabó el videoclip de «Las noches que no mueren, aunque no fue para lanzarlo como sencillo oficial sino que se había grabado el vídeo como parte de una estrategia para promocionar Cancún y otros lugares turísticos de Quintana Roo. De la misma forma se utilizó como sencillo promocional para el turismo en Euskadi la canción «Promesas de primavera» cuyo vídeo se grabó con el grupo en los lugares más emblemáticos de su tierra.[cita requerida]

## Lista de canciones
| Edición estándar |                                        |                   |                                       |          |  |
| N.º              | Título                                 | Escritor(es)      | Productor(es)                         | Duración |  |
| 1.               | «La niña que llora en tus fiestas»     | Pablo Benegas     | Simon Nordberg y La Oreja de Van Gogh | 2:41     |  |
| 2.               | «Día cero»                             | Pablo Benegas     | Nordberg y La Oreja de Van Gogh       | 3:46     |  |
| 3.               | «Paloma blanca»                        | Xabier San Martín | Nordberg y La Oreja de Van Gogh       | 4:10     |  |
| 4.               | «Cometas por el cielo»                 | Pablo Benegas     | Nordberg y La Oreja de Van Gogh       | 3:40     |  |
| 5.               | «Las noches que no mueren»             | Pablo Benegas     | Nordberg y La Oreja de Van Gogh       | 3:36     |  |
| 6.               | «El tiempo a solas»                    | Pablo Benegas     | Nordberg y La Oreja de Van Gogh       | 3:46     |  |
| 7.               | «Promesas de primavera»                | Xabier San Martín | Nordberg y La Oreja de Van Gogh       | 3:04     |  |
| 8.               | «Un minuto más»                        | Pablo Benegas     | Nordberg y La Oreja de Van Gogh       | 4:24     |  |
| 9.               | «Mi calle es Nueva York»               | Pablo Benegas     | Nordberg y La Oreja de Van Gogh       | 2:47     |  |
| 10.              | «Mientras quede por decir una palabra» | Xabier San Martín | Nordberg y La Oreja de Van Gogh       | 3:16     |  |
| 11.              | «Esta vez no digas nada»               | Xabier San Martín | Nordberg y La Oreja de Van Gogh       | 3:39     |  |

| Edición especial |                                              |                   |                                 |          |  |
| N.º              | Título                                       | Escritor(es)      | Productor(es)                   | Duración |  |
| 12.              | «La niña que llora en tus fiestas (maqueta)» | Pablo Benegas     | Nordberg y La Oreja de Van Gogh | 2:39     |  |
| 13.              | «Cometas por el cielo (maqueta)»             | Pablo Benegas     | Nordberg y La Oreja de Van Gogh | 3:39     |  |
| 14.              | «El tiempo a solas (maqueta)»                | Pablo Benegas     | Nordberg y La Oreja de Van Gogh | 3:22     |  |
| 15.              | «Mi calle es Nueva York (maqueta)»           | Pablo Benegas     | Nordberg y La Oreja de Van Gogh | 3:29     |  |
| 16.              | «Esta vez no digas nada (maqueta)»           | Xabier San Martín | Nordberg y La Oreja de Van Gogh | 3:39     |  |

| Cometas por el cielo "Edición digital en iTunes" | |               |                      |          |  |
| N.º                                              | Título | Letras        | Música               | Duración |  |
| 17.                                              | «Epifanía» (La canción cuenta la historia del primer encuentro pasional y sexual entre dos amigos, probablemente ambos o uno de los dos en pareja con otra persona ("ni yo debo ni tú puedes"). Finalmente este encuentro cambiará todo entre los dos y nada volverá a ser como antes ("con este epitafio se va nuestra amistad").) | Pablo Benegas | La Oreja de Van Gogh | 3:20     |  |

| Cometas por el cielo "Edición digital en Spotify" | |               |                      |          |  |
| N.º                                               | Título | Letras        | Música               | Duración |  |
| 18.                                               | «Me falta el aire» (La canción cuenta la historia de una atmósfera donde se desempeña una persona donde siente que le falta el aire, que le resulta claustrofóbico; a su vez, hay cambios en su vida, si bien, el énfasis al que se refiere, es a que en el cambio siempre está la evolución, y que hay que hacer las acciones que conlleven a ellos.) | Pablo Benegas | La Oreja de Van Gogh | 3:26     |  |

| Cometas por el cielo "Edición Especial" | |                      |          |  |
| N.º                                     | Título | Música               | Duración |  |
| 19.                                     | «Dos copos de nieve» (Esta canción narra la historia de dos personas que sueñan; son dos copos de nieve, que sobrevuelan los tejados de una ciudad, si bien, recorriendo de manera surrealista el amor de sí mismas, la felicidad y máxima locura existente en su relación. El sonido se caracteriza por ser el más fuerte en cuestión de guitarras eléctricas.) | La Oreja de Van Gogh | 3:16     |  |

## Posicionamiento en listas
| Listas (2011)       | Mejor posición |
| ------------------- | -------------- |
| España (PROMUSICAE) | 1              |
| España (iTunes)     | 1              |
| México (AMPROFON)   | 21             |

## Certificaciones
| País   | Organismo certificador | Certificación | Ventas certificadas | Ref   |
| ------ | ---------------------- | ------------- | ------------------- | ----- |
| España | PROMUSICAE             | Platino       | 60 000              | [ 3 ] |